# Vioolconcert (Dyson)
George Dyson componeerde zijn vioolconcert in 1941. De violist Albert Sammons promootte het werk bij onder andere Sir Adrian Boult, die de symfonie van Dyson nog te min vond voor een uitvoering. Dit keer kon het werk zijn goedkeuring krijgen en hij gaf dan ook samen met Sammons de première, samen met het BBC Symphony Orchestra. Vreemd genoeg had Dyson er zelf niet zo veel vertrouwen in; hij dacht dat het concert in de la zou belanden totdat er betere tijden zouden aanbreken.
Alhoewel de compositie gecomponeerd is in het oorlogsjaar 1941 is daarvan in de compositie niet veel van terug te vinden. De compositie klinkt opgewekt en ook opgewekter dan de meeste van zijn andere werken. Ook is de toonvoering helderder ten opzichte van zijn andere composities. Kennelijk had hij zelf een feestje te vieren.
Wat zo bijzonder is aan dit vioolconcert is dat het orkest statig begint en pas na een minuut of drie de violist inzet, op een haast onderdanige manier wordt een zeer lang thema van 18 maten ingezet. Het scherzo is fel als in andere (viool)concerten. In het derde deel wordt de solist begeleid door alleen maar strijkers die dan nog met sordino spelen; het klinkt timide. Het vierde deel is dan weer uitbundig.

## Delen
1. Molto moderato
2. Vivace
3. Poco andante
4. Allegro ma non troppo.

## Bron en discografie
- Uitgave Chandos: Lydia Mordkovitsj, viool; City of London Sinfonia o.l.v. Richard Hickox